# يوديد الحديد الثنائي
يوديد الحديد الثنائي مركب كيميائي له الصيغة FeI2، ويكون على شكل صلب بنفسجي محمر.

## التحضير
يحضر المركب من تفاعل اليود مع الحديد عند درجات حرارة تقارب  500 °س:
{\displaystyle \mathrm {Fe+I_{2}\longrightarrow FeI_{2}} }

## الخواص
يوجد المركب في الشروط القياسية على هيئة صلب بنفسجي محمر، وهو قابل للاسترطاب، وينحل في الماء، وكذلك في الإيثانول وثنائي إيثيل الإيثر. للمركب بنية بلورية تشبه بنية يوديد الكادميوم.